# Vajda Endre
Vajda Endre (Dés, 1914. július 18. – Budapest, 1987. december 17.) költő, esszéista, kritikus, műfordító.

## Élete
Vajda György és Feichter Rozália fia. Iskoláit Magyaróváron és Pápán végezte, majd Debrecenben szerzett tanári oklevelet. 1940-től 1947-ig az Athenaeum nyomdában volt lektor. Verseket írt, melyek a Négy nemzedék című antológiában valamint más folyóiratokban jelentek meg. Fordításai közül többek között ismertek Shakespeare, Marco Polo és mások; Rilke, Horatius, Mallarmé, Shelly, Goethe, Byron, Blake, Puskin, Thomas Mann és Defoe is. Kritikáit a Nyugat, Magyar Csillag, Újhold, Magyar Nemzet, Új Irás, Vigilia című lapok közölték.
Házastársa Zsohár Erzsébet volt, akivel 1940. március 9-én Budapesten, az Erzsébetvárosban kötött házasságot.

## Főbb művei
- Vörösmarty Mihály művei regékben (Budapest, 1942)
- Megérett a meggy (ifjúsági verses képeskönyv, Budapest, 1952)
- Tüskés, a kertész (ifjúsági verses elbeszélés, Budapest, 1952)
- Vigyázó szemetek Párisra vessétek! (életrajzi regény Batsányi Jánosról, Budapest, 1958)
- Válogatott írások. Tanulmányok, könyvismertetések; vál., szerk., utószó Lakatos István; Tevan, Békéscsaba, 1994

## Díjai, elismerései
- Baumgarten-jutalom (1942)
- Baumgarten-díj (1948)